# Мельнічук Сергій Іванович
Мельнічук Сергій Іванович  (30 серпня 1967, Київ — 16 листопада 2013, Київ) — український підприємець, власник і президент поліграфічного підприємства ПрАТ «Бліц-Інформ», шеф-редактор ділової газети «Бизнес».
У 2003 році журнал «Кореспондент» включив його в число 100 найвпливовіших українців — 63 місце в рейтингу. Через рік він відкотився на 79, а в 2005 не потрапив до рейтингу. У 2003 році статки Сергія Мельнічука — власника 98 % акцій холдингу «Бліц-Інформ» експерти оцінювали в межах від $40 до 100 млн.

## Молоді роки
Народився в 1967 році у Києві. З 1984 по 1988 роки навчався у Київському вищому загальновійськовому командному училищі імені Михайла Васильовича Фрунзе. З 1988 — по вересень 1991 — служив у лавах Радянської армії.
З жовтня 1991 по червень 1992 року студент Українського інституту підприємництва (менеджмент зовнішньоекономічної діяльності).

## Кар'єра в бізнесі
З липня 1992 року по травень 1993 — заступник директора МП «Укрінтурпринт», м. Київ. З червня 1993- по червень 1994 — головний редактор МП «Бліц-інформ». З червня 1994 по квітень 1998 року — президент, ЗАТ «Видавництво» «Бліц-Інформ».
Займатися підприємницькою діяльністю Сергій Мельнічук почав після звільнення з армії. Перший прибуток з'явився у результаті торгових операцій. Мельнічук не почав зупинятися на досягнутому, і у 1992 році вклав усі свої сили та гроші у видавничий бізнес, організувавши його разом з друзями. «Справу ми почали командою, яка склалася з товаришів по роті в училищі, звільнених, як і я», — згадував він у інтерв'ю газеті «День»
Спочатку йому допомагали лише декілька друзів і дружина, а згодом число співробітників холдингу перевищило 4 000 чоловік. На чолі бізнесу колишній військовий ставив родичів і друзів, за допомогою яких були побудовані два заводи по виробництву упаковки Бліц-Пак і Бліц-флекс, а також найсучасніший в СНД поліграфічний центр Бліц-принт.
Окрім них, Бліц-інформу належали газета «Бізнес» (якій холдинг фактично зобов'язаний своєю появою), газета «Бухгалтерія», журнал «Наталі», каталог «Прайс-листи».

## Політична діяльність
У жовтні 1997 року Мельнічук вступає до СДПУ(О). Політичною кар'єрою він зобов'язаний Євгену Марчуку. Народний депутат України 3-го скликання (березень 1998 - квітень 2002 від СДПУ(О), номер 10 у списку.
Член Комітету з питань бюджету (липень 1998 року — березень 2000 року), член Комітету з питань свободи слова та інформації (з березня 2000); член фракції СДПУ(О) (з травня 1998). Похід Мельнічука у політику був не зовсім вдалим, у 2004 році він не балотувався до парламенту, після чого продовжував триматись осторонь політики і надалі.

## Повернення до підприємництва
У 2002 році «Бліц-Інформ» пережив кризу. Ті, хто весь цей час допомагав Мельнічуку піднімати бізнес, протягом двох років покидають компанію під його тиском. Слід відзначити, що до 2002 року Сергій Мельнічук тримався осторонь від прямого управління компанією, посідаючи посаду голови наглядової ради.
2002—2003 роках холдинг змінив 90 % топ-менеджменту.

## Особисте життя
Окрім того він автор 5 навчальних посібників, 16 наукових статей. Одружений, та батько 2 дітей.
Володів іспанською, англійською та німецькою мовами. Захоплювася тенісом та підводним плаванням.
Помер 16 листопада 2013 року, похований у Києві на Лісовому кладовищі.